# Ketil Stokkan
Ketil Stokkan (Norvégia, Harstad, 1956. április 29. –) norvég énekes, gitáros és dalszerző.

## Pályafutása
Karrierje az 1970-es években kezdődött, először a Nexus együttes tagja volt. 1977-től már a Zoo együttessel zenélt, először két albumuk jelent meg angolul, utána négy norvégul. 
A Zoo 1983-as feloszlása után szólókarrierbe kezdett. Többször is indult a Norvég Dalfesztiválon, kétszer pedig az Eurovíziós Dalfesztiválra is bejutott, 1986-ban a Romeo majd 1990-ben a Brandenburger Tor című számával. 1989-ben újból a Nexus együtteshez csatlakozott, nevüket később Stokkan Band-ra változtatták. Testvérével, Hugoval is játszottak együtt Stokkan Bros név alatt. 
1997-ben visszaköltözött Harstadba, jelenleg az egyik helyi iskolában tanít.

## Szólólemezei
- 1983 – Samme charmeur (kislemez)
- 1984 – Gentlemen's agreement
- 1985 – Ekte mannfolk
- 1986 – Romeo (az Ekte mannfolk újabb kiadása)
- 1988 – Øyan dine (kislemez)